# 八王子市総合体育館
八王子市総合体育館（はちおうじしそうごうたいいくかん）は、東京都八王子市にある屋内体育館。

## 概要
2014年10月1日開館。八王子ゆめおりサポート株式会社が指定管理者として管理運営に当たっている。
住友不動産エスフォルタと15年間施設命名権契約を結び愛称を「エスフォルタアリーナ八王子」としている。

## 施設
- メインアリーナ
  - 面積 - 2,700m2
  - 観客席 - 2,000席
- サブアリーナ
  - 面積 - 1914.5m2
  - 観客席 - 700席
  - 多目的室A
  - 多目的室B
  - 多目的室C
  - 会議室・研修室
  - トレーニング室
  - 屋外運動広場(フットサルコート)

など

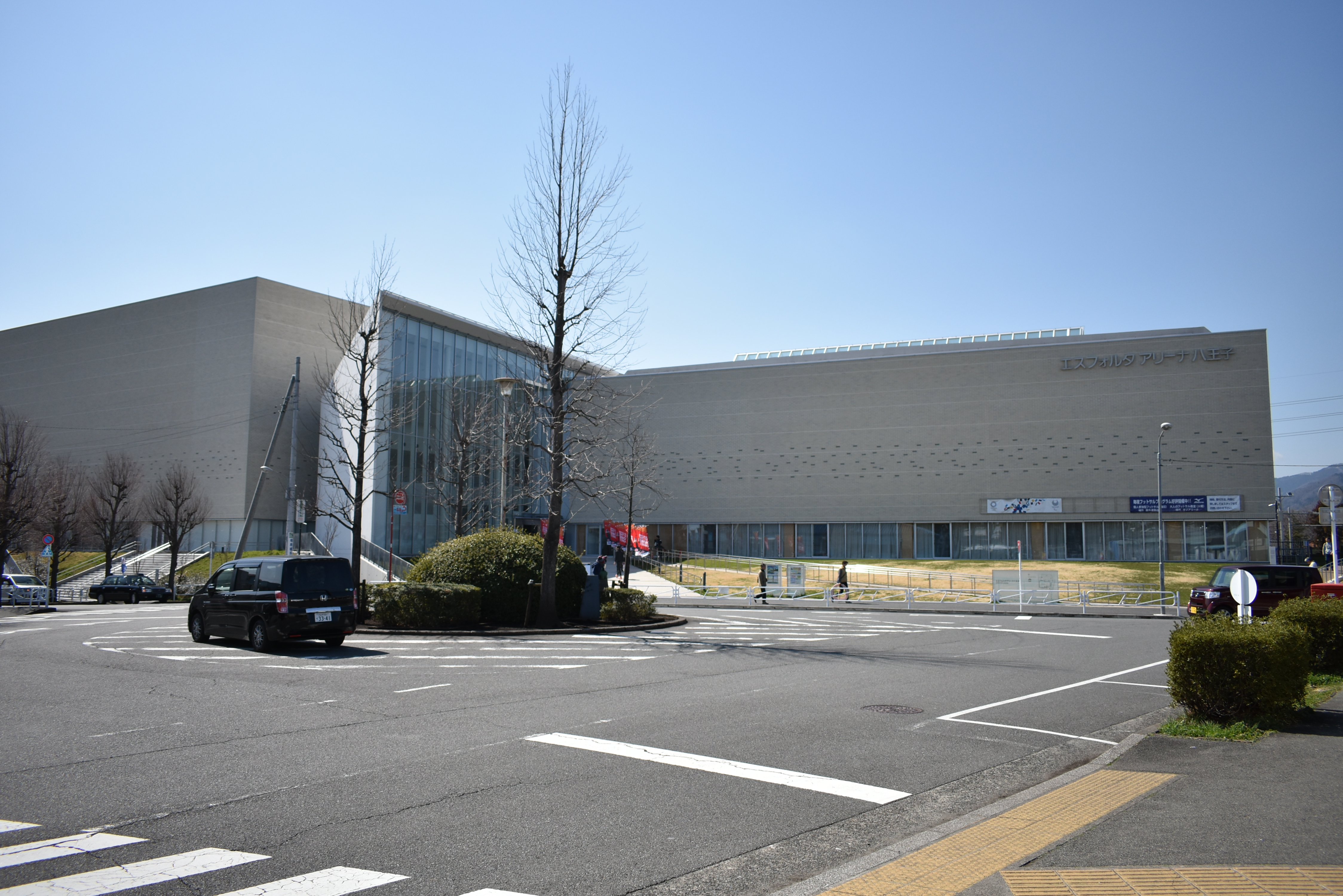
東側全景（2019年3月9日撮影）
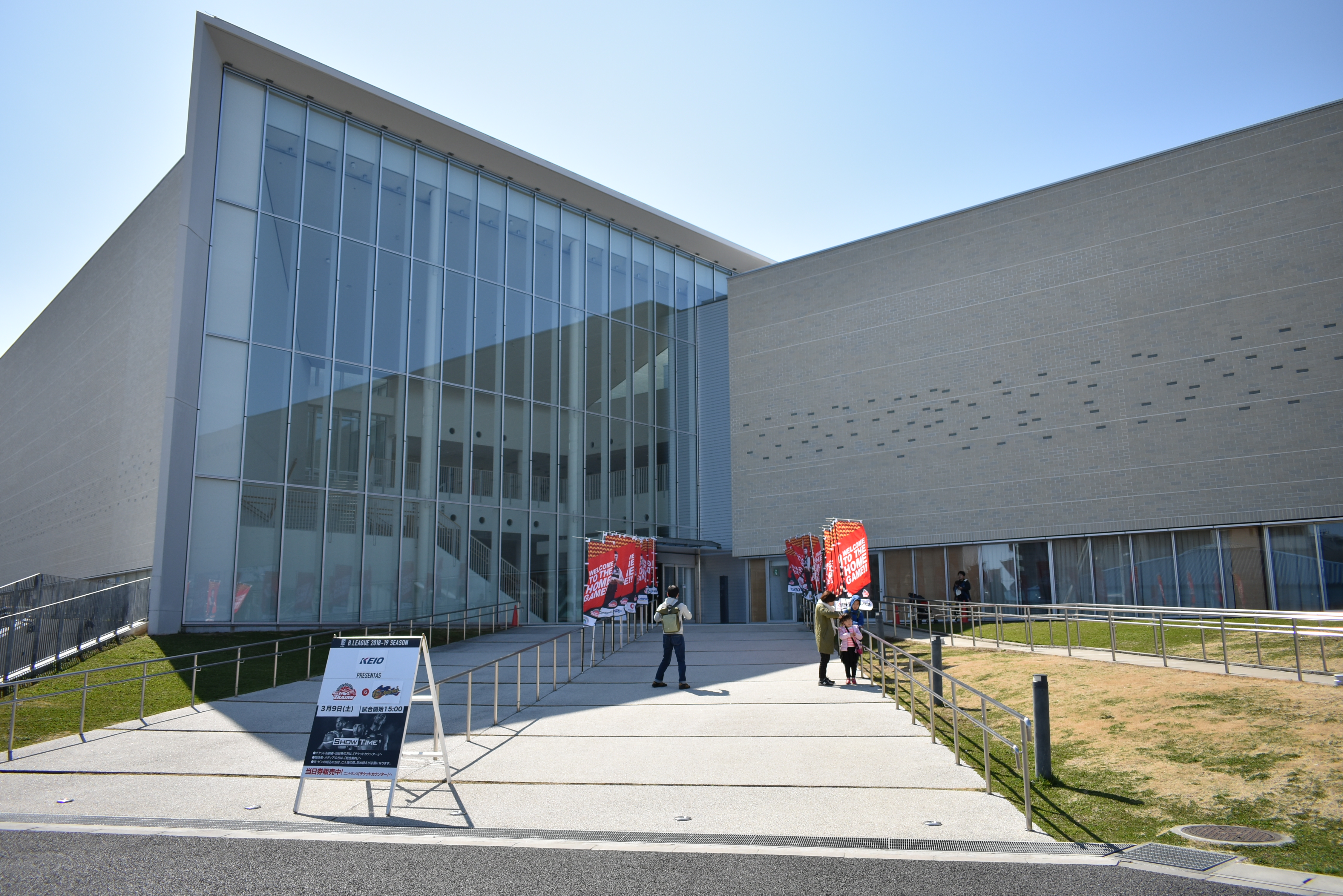
東側アプローチ（2019年3月9日撮影）
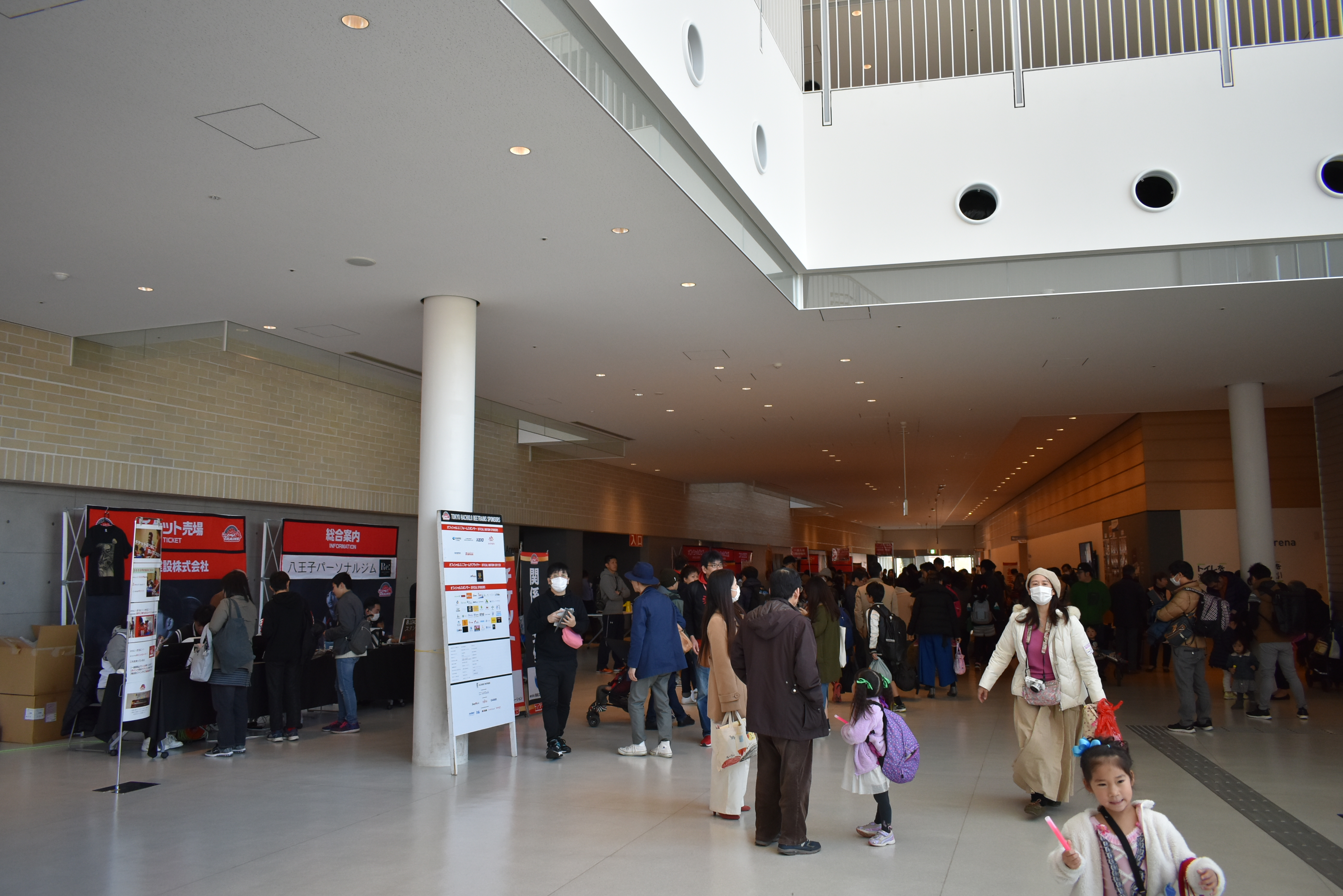
エントランスロビー（2019年3月9日撮影）
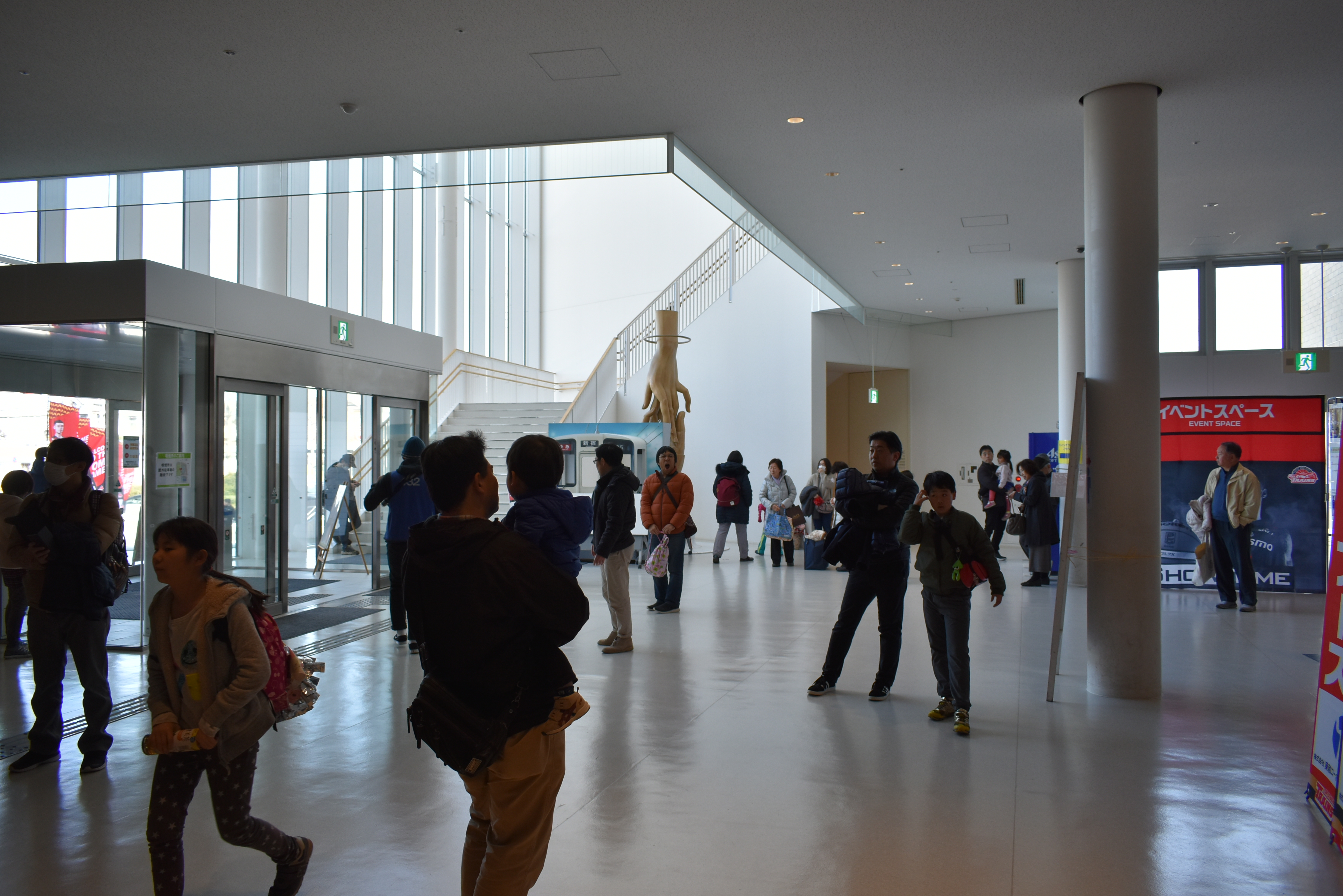
同左（2019年3月9日撮影）
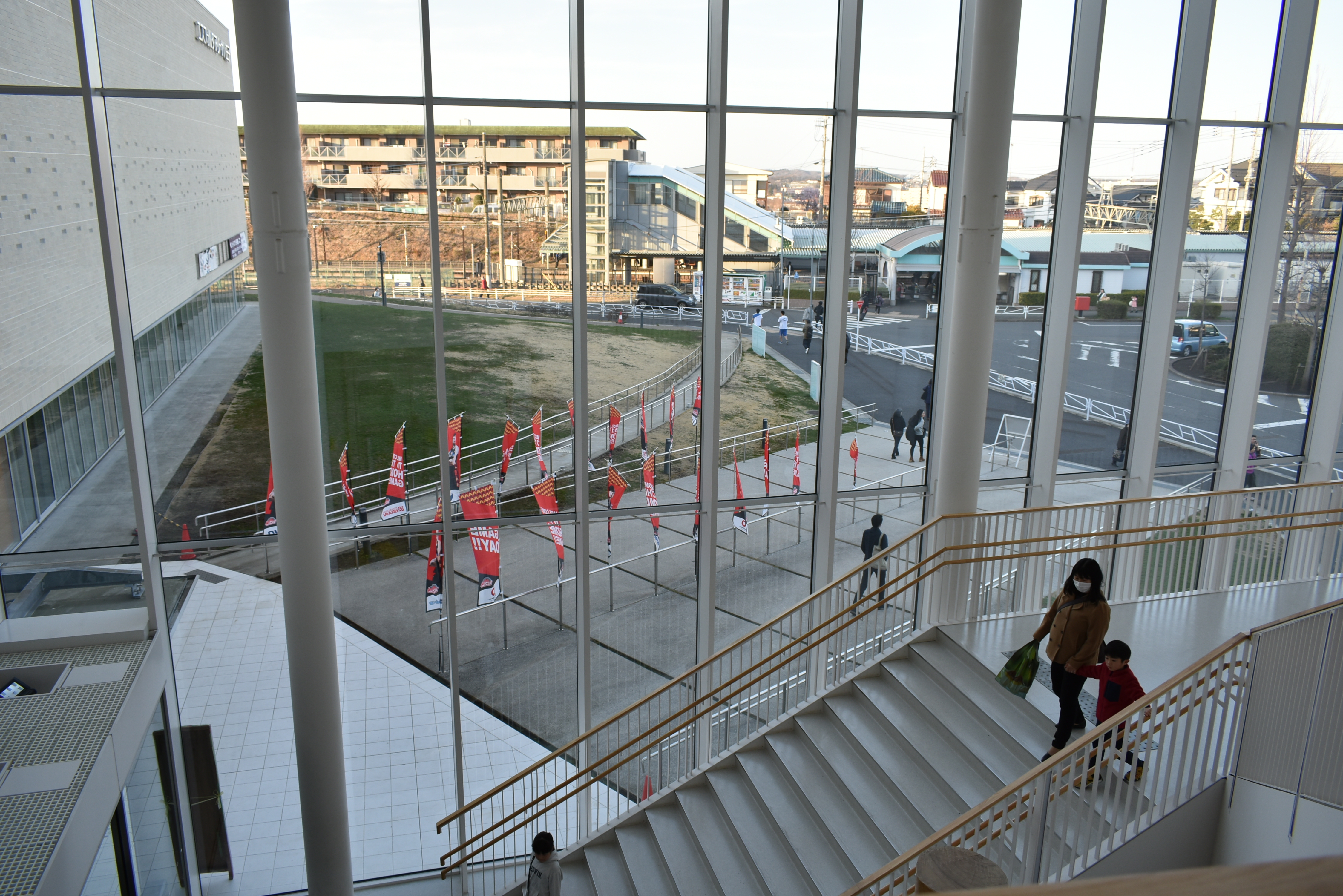
2階より狭間駅方向を見る（2019年3月9日撮影）
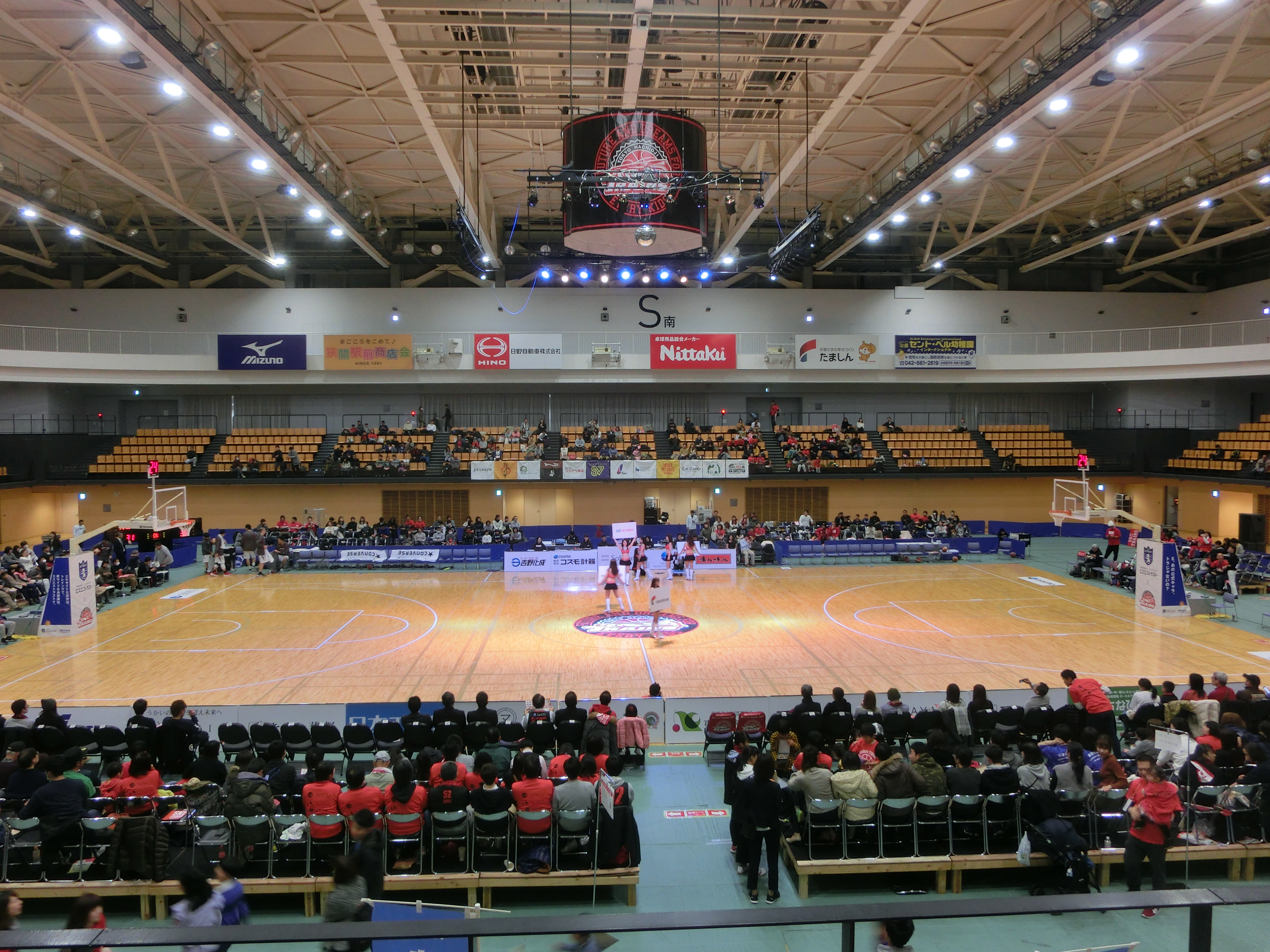
メインアリーナ
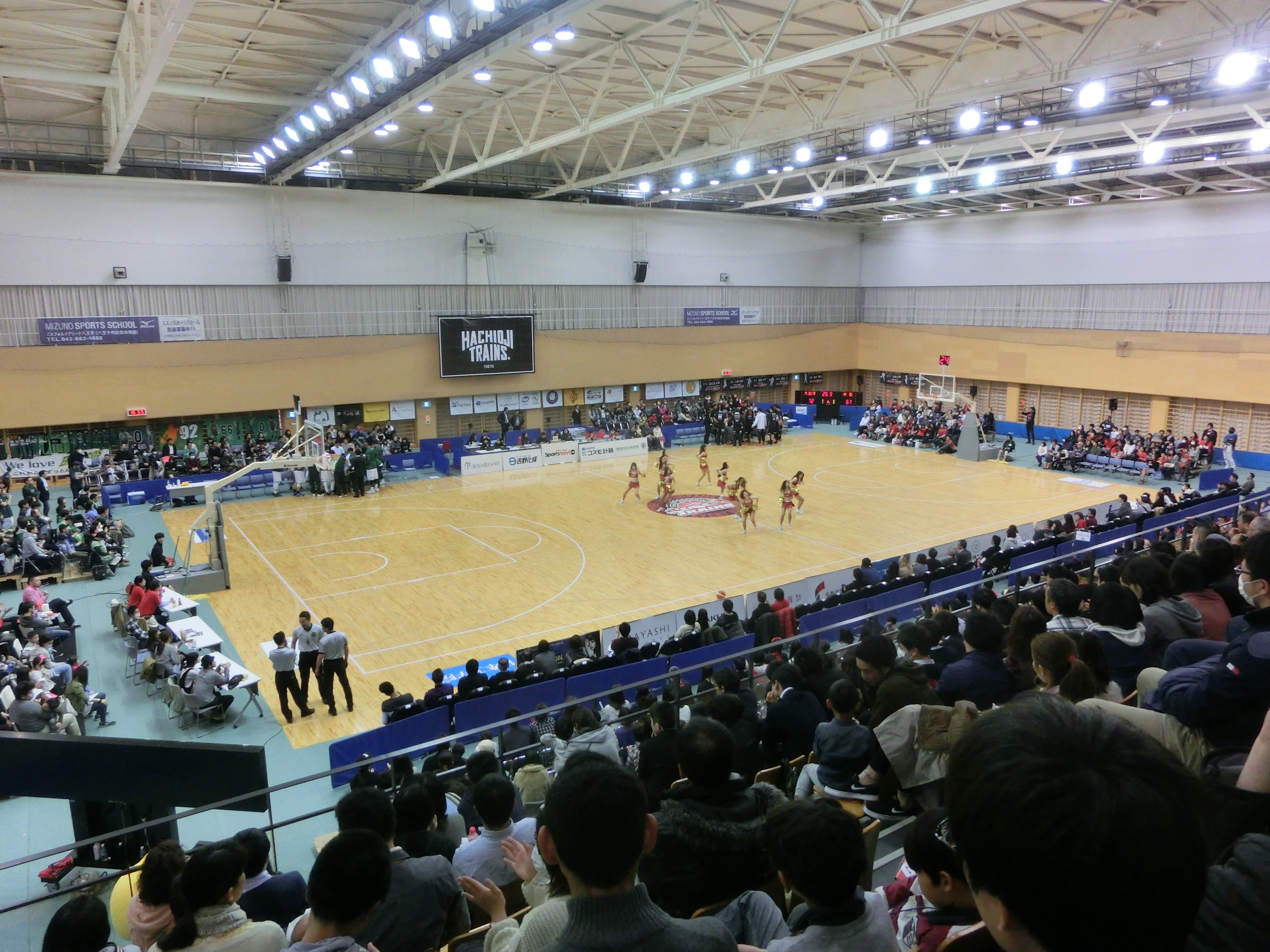
サブアリーナ

## 主な大会・イベント
- 八王子市を本拠地とするプロバスケットボールチームの東京八王子ビートレインズがホームアリーナとして使用[2]。
- 八王子市出身のファンキー加藤が2018年2月23日・24日に「I LIVE YOU2018inエスフォルタアリーナ八王子」を開催した。
- 2019年8月にはIFSCクライミング世界選手権が当地で開催された。
- 八王子市のプロボクシングジムである八王子中屋ボクシングジムが2022年より毎年7月に興行を開催している。
- 2024年5月には「八王子市スポーツ振興社会福祉チャリティー」大会として、新日本プロレスの興行が開催された[3]。

## 交通アクセス
- 狭間駅（京王高尾線）徒歩1分
- 圏央道高尾山インターチェンジより8分(約4km)